# Iso-Rihu
Iso-Rihu är en sjö i Finland. Den ligger i kommunen Heinola i landskapet Päijänne-Tavastland, i den södra delen av landet, 140 km nordost om huvudstaden Helsingfors. Iso-Rihu ligger 85,9 meter över havet. I omgivningarna runt Iso-Rihu växer i huvudsak blandskog. Arean är 69,5 hektar och strandlinjen är 6,44 kilometer lång. Sjön  ingår i Kymmene älvs huvudavrinningsområde. 